# كيمياء غذائية

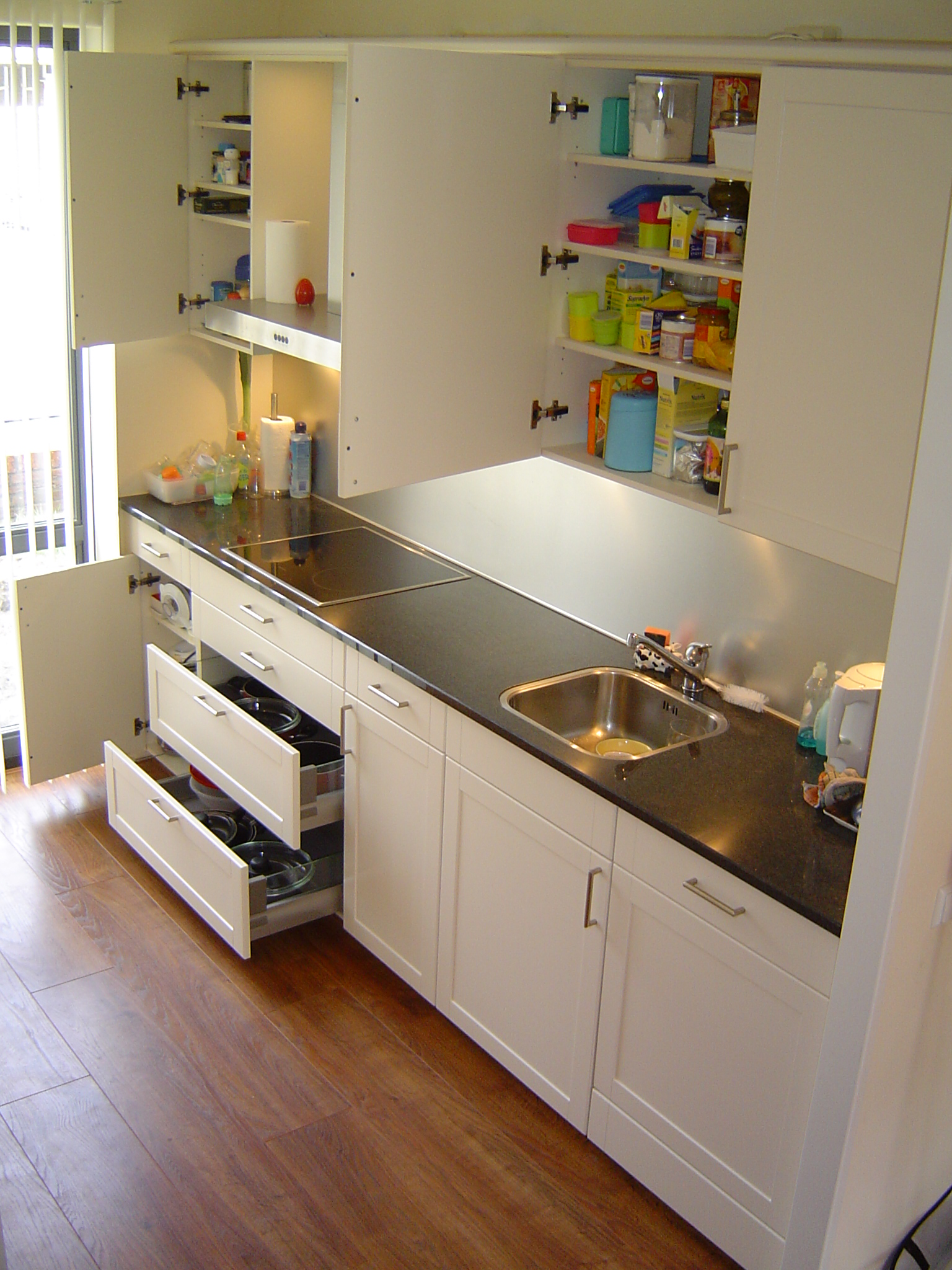

الكيمياء الغذائية هي من فروع الكيمياء الذي يهتم بكل العمليات الكيميائية المرافقة لتصنيع الغذاء بما في ذلك الإنتاج والتخزين والتحضير، كما يشمل التأثيرات الحيوية وغير الحيوية لمكوّنات الغذاء على جسم الإنسان. تعد الكيمياء التحليلية أحد أهم الفروع المتعلقة بالكيمياء الغذائية.
تهتم الكيمياء الغذائية بدراسة تركيب المواد الغذائية ومحتواها من السكريات والدهنيات والبروتينات، بالإضافة إلى مجالات أخرى مثل الفيتامينات والعناصر المعدنية والإنزيمات والإضافات والمنكّهات والملوّنات. كما يهتم هذا الفرع من الكيمياء بالعمليات الصناعية المرافقة لإنتاج المواد الغذائية للحصول على منتج نهائي صحّي يمكن أن يتناوله المستهلك دون أي ضرر. بالتالي فإن ضمان الجودة بالنسبة للمنتج النهائي أمر في غاية الأهمية بالنسبة للكيمياء الغذائية.

## اقرأ أيضاً
- كيمياء
- غذاء